# Nazionale femminile di rugby a 7 delle Figi
La nazionale di rugby a 7 femminile delle Figi è la selezione femminile che rappresenta le Figi a livello internazionale nel rugby a 7.
La nazionale figiana partecipa alle World Rugby Sevens Series femminili e alla Coppa del Mondo di rugby a 7, competizione in cui ha debuttato nel 2013 vincendo il Bowl. Prende inoltre parte ai Giochi del Pacifico e a quelli del Commonwealth.
Ha disputato il torneo olimpico inaugurale di rugby a 7, svoltosi in occasione dei Giochi di Rio de Janeiro 2016, venendo eliminata ai quarti di finale dalla Gran Bretagna che si è imposta 26-7 e concludendo infine in ottava posizione.

## Palmarès
- Giochi del Pacifico

Nouméa 2011: medaglia d'oro
Port Moresby 2015: medaglia d'oro
Apia 2019: medaglia di bronzo
- Oceania Women's Sevens: 2

2007, 2015
- Giochi olimpici

Rio de Janeiro 2016: medaglia d'argento

## Partecipazioni ai principali tornei internazionali
- 2016: 8º posto
- 2020:  3º posto
- 2024: 12º posto

- 2009: n.p.
- 2013: vincitore Bowl
- 2018: 11º posto

- 2012-13: 15º posto
- 2013-14: 9º posto
- 2014-15: 8º posto
- 2015-16: 8º posto
- 2016-17: 4º posto
- 2017-18: 9º posto
- 2018-19: 10º posto
- 2019-20: 7º posto

- 2018: 5º posto

2011:  1º posto
2015:  1º posto
2019:  1º posto